# Campionato mondiale femminile di pallavolo 1986
Il campionato mondiale femminile di pallavolo 1986 si è svolto dal 2 settembre al 13 settembre 1986 a Praga, in Cecoslovacchia: al torneo hanno partecipato sedici squadre nazionali e la vittoria è andata per la seconda volta consecutiva alla Cina.

## Squadre partecipanti
| - Brasile - Bulgaria - Canada - Cecoslovacchia - Cina - Corea del Nord - Corea del Sud - Cuba | - Germania Est - Germania Ovest - Giappone - Italia - Perù - Tunisia - Stati Uniti - Unione Sovietica |

## Gironi
| Girone A                                     | Girone B                                   | Girone C                         | Girone D                                   |
| -------------------------------------------- | ------------------------------------------ | -------------------------------- | ------------------------------------------ |
| Bulgaria Canada Cecoslovacchia Corea del Sud | Cina Germania Est Tunisia Unione Sovietica | Brasile Cuba Germania Ovest Perù | Corea del Nord Giappone Italia Stati Uniti |

## Fase finale

### Finali 1º e 3º posto
|  | 1º posto - 4º posto | 1º posto - 4º posto | 1º posto - 4º posto |      |      | 1º posto     | 1º posto     | 1º posto |  |
|  |                     |                     |                     |      |      |              |              |          |  |
|  | Cuba                | Cuba                | 3                   |      |      |              |              |          |  |
|  | Cuba                | Cuba                | 3                   |      |      |              |              |          |  |
|  | Germania Est        | Germania Est        | 1                   |      |      |              |              |          |  |
|  | Germania Est        | Germania Est        | 1                   |      | Cina | Cina         | 3            |          |  |
|  |                     |                     |                     |      | Cina | Cina         | 3            |          |  |
|  |                     |                     | Cuba                | Cuba | 1    |              |              |          |  |
|  | Cina                | Cina                | Cuba                | Cuba | 1    | 3            |              |          |  |
|  | Cina                | Cina                |                     |      |      | 3            |              |          |  |
|  | Perù                | Perù                | 0                   |      |      | 3º posto     | 3º posto     | 3º posto |  |
|  | Perù                | Perù                | 0                   |      |      |              |              |          |  |
|  |                     |                     |                     |      |      |              |              |          |  |
|  |                     |                     |                     |      |      | Perù         | Perù         | 3        |  |
|  |                     |                     |                     |      |      | Perù         | Perù         | 3        |  |
|  |                     |                     |                     |      |      | Germania Est | Germania Est | 1        |  |

### Finali 5º e 7º posto
|  | 5º posto - 8º posto | 5º posto - 8º posto | 5º posto - 8º posto |                  |         | 5º posto      | 5º posto      | 5º posto |  |
|  |                     |                     |                     |                  |         |               |               |          |  |
|  | Brasile             | Brasile             | 3                   |                  |         |               |               |          |  |
|  | Brasile             | Brasile             | 3                   |                  |         |               |               |          |  |
|  | Giappone            | Giappone            | 1                   |                  |         |               |               |          |  |
|  | Giappone            | Giappone            | 1                   |                  | Brasile | Brasile       | 3             |          |  |
|  |                     |                     |                     |                  | Brasile | Brasile       | 3             |          |  |
|  |                     |                     | Unione Sovietica    | Unione Sovietica | 0       |               |               |          |  |
|  | Unione Sovietica    | Unione Sovietica    | Unione Sovietica    | Unione Sovietica | 0       | 3             |               |          |  |
|  | Unione Sovietica    | Unione Sovietica    |                     |                  |         | 3             |               |          |  |
|  | Corea del Sud       | Corea del Sud       | 0                   |                  |         | 7º posto      | 7º posto      | 7º posto |  |
|  | Corea del Sud       | Corea del Sud       | 0                   |                  |         |               |               |          |  |
|  |                     |                     |                     |                  |         |               |               |          |  |
|  |                     |                     |                     |                  |         | Giappone      | Giappone      | 3        |  |
|  |                     |                     |                     |                  |         | Giappone      | Giappone      | 3        |  |
|  |                     |                     |                     |                  |         | Corea del Sud | Corea del Sud | 0        |  |

### Finali 9º e 11º posto
|  | 9º posto - 12º posto | 9º posto - 12º posto | 9º posto - 12º posto |             |        | 9º posto       | 9º posto       | 9º posto  |  |
|  |                      |                      |                      |             |        |                |                |           |  |
|  | Italia               | Italia               | 3                    |             |        |                |                |           |  |
|  | Italia               | Italia               | 3                    |             |        |                |                |           |  |
|  | Bulgaria             | Bulgaria             | 2                    |             |        |                |                |           |  |
|  | Bulgaria             | Bulgaria             | 2                    |             | Italia | Italia         | 3              |           |  |
|  |                      |                      |                      |             | Italia | Italia         | 3              |           |  |
|  |                      |                      | Stati Uniti          | Stati Uniti | 1      |                |                |           |  |
|  | Stati Uniti          | Stati Uniti          | Stati Uniti          | Stati Uniti | 1      | 3              |                |           |  |
|  | Stati Uniti          | Stati Uniti          |                      |             |        | 3              |                |           |  |
|  | Cecoslovacchia       | Cecoslovacchia       | 2                    |             |        | 11º posto      | 11º posto      | 11º posto |  |
|  | Cecoslovacchia       | Cecoslovacchia       | 2                    |             |        |                |                |           |  |
|  |                      |                      |                      |             |        |                |                |           |  |
|  |                      |                      |                      |             |        | Cecoslovacchia | Cecoslovacchia | 3         |  |
|  |                      |                      |                      |             |        | Cecoslovacchia | Cecoslovacchia | 3         |  |
|  |                      |                      |                      |             |        | Bulgaria       | Bulgaria       | 1         |  |

## Classifica finale
| Classifica | Squadre          |
| ---------- | ---------------- |
|            | Cina             |
|            | Cuba             |
|            | Perù             |
| 4          | Germania Est     |
| 5          | Brasile          |
| 6          | Unione Sovietica |
| 7          | Giappone         |
| 8          | Corea del Sud    |
| 9          | Italia           |
| 10         | Stati Uniti      |
| 11         | Cecoslovacchia   |
| 12         | Bulgaria         |
| 13         | Germania Ovest   |
| 14         | Corea del Nord   |
| 15         | Canada           |
| 16         | Tunisia          |